# Loriculus catamene
El lorículo de la Sangihe (Loriculus catamene) es especie de ave psitaciforme de la familia Psittaculidae endémica de la Sangihe, al norte de Célebes y perteneciente a Indonesia.

## Descripción
Mide entre 12-13.5 cm de largo. Su plumaje es predominantemente verde con la garganta, el obispillo y la parte superior de la cola rojos. Los machos también tienen rojas la frente y la parte frontal del píleo, y el iris de sus ojos es de color amarillento, mientras que las hembras los tienen castaños. El pico de ambos es negro.

## Hábitat y conservación
Es una especie arborícola y forestal. Está clasificado como especie casi amenazada por la UICN, debido a su reducida área de distribución y la extensa deforestación de la isla que ha fragmentado su hábitat natural, aunque también se encuentra en hábitats degradados por las actividades agrícolas. Se estima que su población total cuenta con entre 10000 y 46000 individuos.